# Puig d'en Manyana
El Puig d'en Manyana és una muntanya de 257 metres que es troba al municipi de Cadaqués, a la comarca catalana de l'Alt Empordà.